# Rowan Atkinson
Rowan Sebastian Atkinson (Newcastle upon Tyne, 6. siječnja 1955.) je engleski komičar i glumac.
Široj je publici najpoznatiji po ulogama smušenog Mr. Beana u istoimenoj seriji te po ulozi Edmunda Blackaddera u seriji Crna Guja. Ostvario je i lijep broj zapaženih nastupa na velikom ekranu u filmovima poput Četiri vjenčanja i sprovod, Bean, Johnny English itd. Poznat je i kao urnebesno smiješan stand-up komičar.